# Estonia en los Juegos Olímpicos de Atenas 2004
Estonia estuvo representada en los Juegos Olímpicos de Atenas 2004 por un total de 42 deportistas que compitieron en 10 deportes.  
El portador de la bandera en la ceremonia de apertura fue el atleta Erki Nool.

## Medallistas
El equipo olímpico estonio obtuvo las siguientes medallas:
| Nombre             | Deporte   | Competición        |
| ------------------ | --------- | ------------------ |
| Oro                |           |                    |
| —                  |           |                    |
| Plata              |           |                    |
| Jüri Jaanson       | Remo      | Scull ind. (M1x) M |
| Bronce             |           |                    |
| Aleksander Tammert | Atletismo | Disco M            |
| Indrek Pertelson   | Judo      | +100 kg M          |